# 桜河貞宗
桜河 貞宗（さくらが さだむね）は、日本の漫画家。主に小学館の『週刊少年サンデー超』で作品を発表する。

## 作品

### 連載
- バトルゲージ（週刊少年サンデー超 2003年3月号 - 8月号）

### 読切
- 解答ノート - （週刊少年サンデー超 2002年3月号）
- あるふぁ!（週刊少年サンデー 2004年52号）

| スタブアイコン | サブスタブ | この項目は、まだ閲覧者の調べものの参照としては役立たない、漫画家・漫画原作者に関連した書きかけの項目です。この項目を加筆・訂正などしてくださる協力者を求めています（P:漫画/PJ:漫画家）。 |